# Appling megye
Appling megye az Amerikai Egyesült Államokban, azon belül Georgia államban található. Megyeszékhelye és legnagyobb városa Baxley. Lakosainak száma 18 444 fő (2020. április 1.). Appling megye Toombs, Pierce, Bacon, Jeff Davis, Tattnall és Wayne megyékkel határos.

## Népesség
A megye népességének változása:
| Lakosok száma | 18 337 | 18 457 | 18 393 | 18 440 | 18 454 | 18 444 |
|               | 2010   | 2011   | 2012   | 2013   | 2015   | 2020   |